# Moengo
Moengo é uma cidade do Suriname, localizada no distrito de Marowijne, a 25 metros acima do nível do mar. Sua população é estimada em 7.167 habitantes. Moengo já foi, em tempos passados, um grande extrator de bauxita.

## Esportes
A cidade é lar de dois Suriname primeira divisão os clubes de futebol, Inter Moengotapoe que jogar no Ronnie Brunswijkstadion e Notch, que jogar no Moengo Stadion Voetbal .